# Dusty Rhodes
Virgil Riley Runnels, Jr.  (Austin, Texas, 12 de octubre de 1945 - Orlando, Florida, 11 de junio de 2015), también conocido como "The American Dream" Dusty Rhodes, fue un luchador profesional estadounidense. Fue conocido por su trabajo como luchador en la WWF WCW y NWA.También fue el creador del evento The Great American Bash y el padre de Dustin Rhodes y Cody Rhodes.
Virgil ha sido tres veces Campeón Mundial de la NWA y una vez NWA Georgia Heavyweight Champion. También fue miembro del Hall of Fame de la WCW, la WWE y de la Wrestling Observer Newsletter.

## Carrera

### Booker o guionista
Rhodes se convirtió en guionista en la Jim Crockett Promotions, mientras que competía con la WWF. Se le atribuye la invención de los nombres de muchos PPV de la WCW, tales como War Games, BattleBowl y Lethal Lottery. El término Dusty Finish se refiere a una de las técnicas favoritas de Dusty, que consiste en ganar el combate con trampas cuando el árbitro está inconsciente.

### Jim Crockett Promotions (1985-1989)
Rhodes tuvo muchos feudos con varios luchadores como Abdullah the Butcher, Pak Song, Terry Funk, Blackjack Mulligan, Nikita Koloff, Harley Race, Billy Graham y en especial, con The Four Horsemen (particularmente con Ric Flair y Tully Blanchard).
Dusty fue despedido de la Jim Crockett Promotions después de Starrcade '88, a causa del derramamiento de sangre en televisión durante un altercado el 26 de noviembre con The Road Warriors. Después de esto, Rhodes regresó a Florida para luchar en Florida Championship Wrestling, donde consiguió el PWF Heavyweight Title, y también regresó a la AWA.

### World Wrestling Federation (1990-1991)

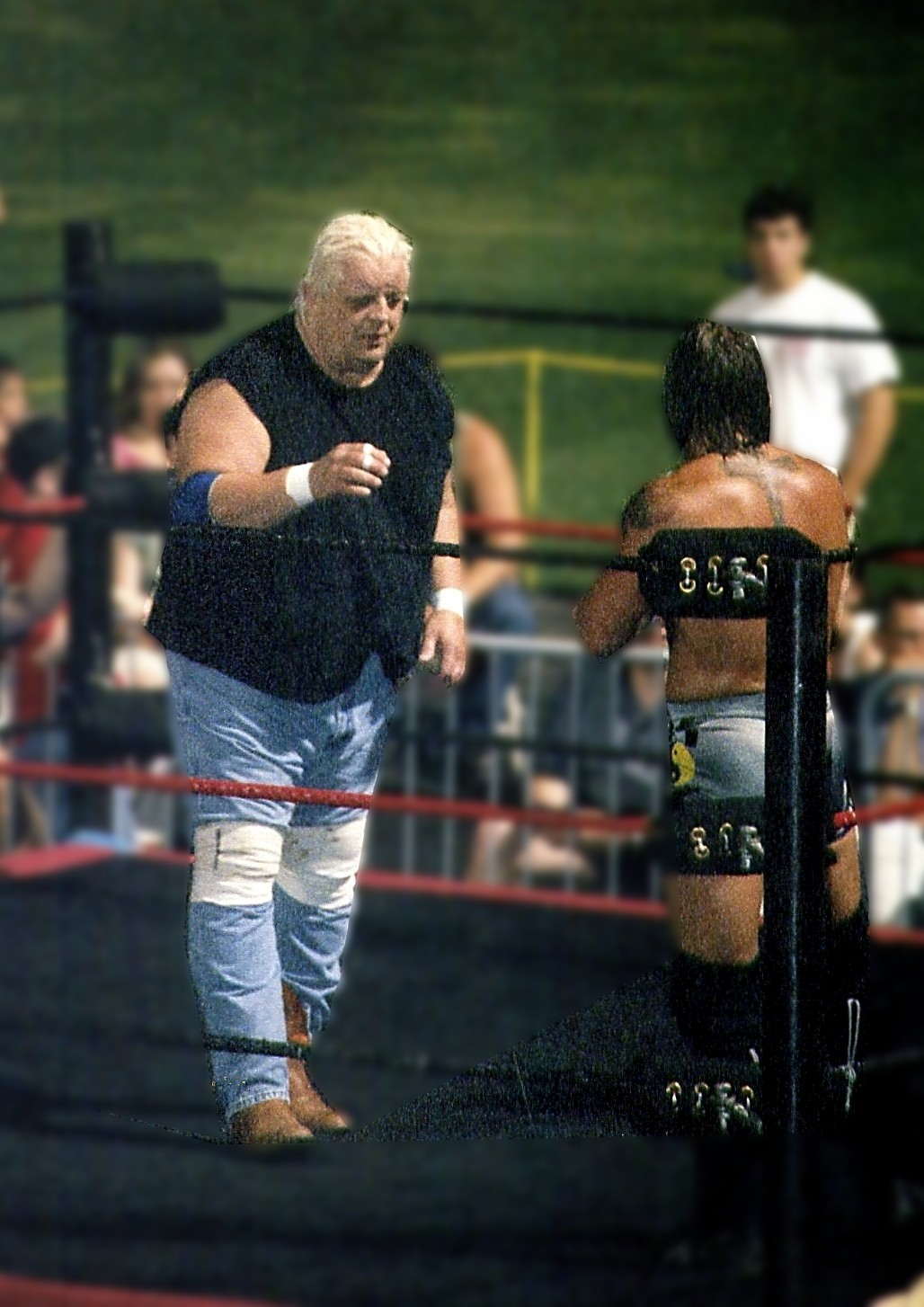
Rhodes enfrentándose a Kid Kash en Ballpark Brawl.

Rhodes volvió a la WWF con un traje amarillo con lunares, un gimmick que muchos pensaban que estaba pensado para humillarle. Más tarde Dusty admitió que el personaje y el traje fueron ideas suyas. Su mánager fue Sapphire. Durante su estancia en la WWF, Rhodes tuvo una gran rivalidad con Randy Savage y con su mánager y compañera Sensational Queen Sherri, quien a su vez tenía una rivalidad con Sapphire. Después de un intenso enfrentamiento entre las dos parejas, la novia de Savage Miss Elizabeth se alió con Rhodes y Sapphire, y ayudó a ganar el primer combate por parejas mixtas en WrestleMania VI. Sin embargo, Sapphire abandonó a Rhodes durante Summerslam por The Million-Dollar Man's, con quien tuvo una rivalidad más tarde, y que dio lugar al debut de su hijo Dustin. Ambos fueron despedidos de la WWF en enero de 1991, marcando el final de la carrera de Dusty como luchador.

### Total Nonstop Action
El 7 de noviembre de 2004, en el PPV Victory Road, Dusty apareció como el director autoritario. En el tiempo que estuvo en la TNA, Rhodes trabajó como booker y guionista. En mayo del 2005, la presidenta de la TNA Dixie Carter, pidió a Rhodes que trabajara con el equipo creativo, que incluía a Jeremy Borash, Bill Banks y Scott D'Amore. Rhodes se negó a trabajar como booker y esperó a que su contrato con la TNA expirase.

### Turnbuckle Championship Wrestling
Durante varios años, Rhodes luchó en Turnbuckle Championship Wrestling, una pequeña promoción de lucha libre con base en Georgia, junto con luchadores entrenados por él mismo y con luchadores más veteranos como Steve Corino.

### World Wrestling Entertainment / WWE (2006-2015)
En septiembre de 2005, Rhodes firmó un tratado con WWE Legends y fue presentado en el equipo creativo como consultor creativo. Hizo una aparición el 3 de octubre de 2005 en WWE Homecoming, en la que, junto con otras leyendas como Rob Conway, recibió un Bionic Elbow.
Pocas semanas antes de Survivor Series, Dusty regresó como parte del equipo WWE Legends, cuyo capitán era Ric Flair. El equipo estaba constituido por Sgt. Slaughter, Ron Simmons, Arn Anderson, Ric Flair y él. Rhodes fue eliminado en Survivor Series pero su equipo ganó cuando Flair eliminó a Johnny.
Dusty fue introducido en el WWE Hall of Fame el 31 de marzo de 2007 por sus dos hijos, Dustin y Cody.
Pocas semanas antes de The Great American Bash, Dusty Rhodes tuvo una pequeña rivalidad con Randy Orton. En The Great American Bash, Randy Orton derrotó a Rhodes en un Texas Bullrope match después de que Randy Orton golpeara a Rhodes en la cabeza con el cencerro. La noche siguiente en Raw, después de que Randy Orton derrotara a su hijo Cody, Orton le propinó una patada en la cabeza cuando intentaba ayudar a su hijo.
El 10 de diciembre de 2007, en el episodio Raw 15th Anniversary, Rhodes estuvo como comentarista especial en el combate entre Cody Rhodes y Hardcore Holly contra Lance Cade y Trevor Murdoch por el World Tag Team Championship, en el que su hijo salió victorioso. Luego, se estableció como comentarista para el show televisivo de Florida Championship Wrestling.
El día 31 de agosto de 2009 participó como invitado especial en WWE Raw, donde ayudó a The Legacy a atacar a John Cena y DX.
Luego, en 2010, apareció en NXT siendo testigo de la boda entre su hijo Goldust y Aksana. También apareció en el RAW Old School junto a otras leyendas.
Apareció en Smackdown el 25 de febrero, luego de la lucha de Mysterio, disculpándose por la actitud de su hijo, pero todo fue una trampa para que Rhodes lo atacara y le quitara la máscara cambiando a heel. El 2 de abril Rhodes introdujo a The Road Warriors en el Salón de la Fama de 2011. El 29 de noviembre, apareció en el especial de Navidad de SmackDown, en un segmento en los bastidores con Roddy Piper y el resto del plantel de SmackDown.
El 10 de abril de 2012 hizo un pequeño regreso en WWE Smackdown Old School, en la cual estuvo con su hijo Cody rhodes, e interrumpió el Big Show mostrando un antiguo vídeo de Dashing Cody Rhodes pintándose los labios. Finalmente, Dusty Rhodes terminó bailando en el ring.
El 16 de septiembre de 2013 hizo un pequeño segmento, luego del despido de su hijo Cody y la derrota de su hijo Dustin. Estando en el ring entra Stephanie McMahon y tiene una pequeña riña verbal, en la cual uno de los puntos era que escogiera a uno de sus hijos para que trabajase en la WWE, después decir que no lo haría y demás riñas verbales; Dusty la manda al demonio, y ella le ordena al Big Show que lo noquee, saliendo Dusty en ambulancia del estudio de Raw, lo cual desató la ira de sus hijos y el lunes siguiente 23 de septiembre irrumpen en RAW atacando al grupo The Shield y son sacados por seguridad del estudio.

## Fallecimiento
Años antes de fallecer, a Dusty Rhodes se le diagnosticó un cáncer de estómago.
El 10 de junio de 2015, el personal de emergencia respondió a una llamada desde la casa de Dusty en Orlando, Florida donde el miércoles por la mañana habría sufrido una caída. Rhodes fue trasladado a un hospital cercano, donde finalmente murió al día siguiente a causa de una insuficiencia renal como resultado de la caída. En Money in the Bank 2015, la WWE le hizo un homenaje junto con el roster antes de las luchas pactadas con un Saludo de diez campanazos. Semanas después, la WWE realizó tributos a Dusty Rhodes en algunos de sus programas. El 11 de junio de 2015, Paul Levesque (Triple H) publicó un tuit lamentando el fallecimiento de Dusty Rhodes, reportándolo también en la página oficial de la WWE en WWE.com.

## Dusty Rhodes Tag Team Classic
En NXT TakeOver: Brooklyn, el Gerente General William Regal anunció que se crearía un torneo por equipos, el cual sería denominado como "Dusty Rhodes Tag Team Classic" en honor al luchador, productor y entrenador de NXT, y miembro del WWE Salón de la Fama Dusty Rhodes. Torneo que culminaría en NXT TakeOver: Respect con sus primeros ganadores: Finn Bálor & Samoa Joe.

## En Lucha

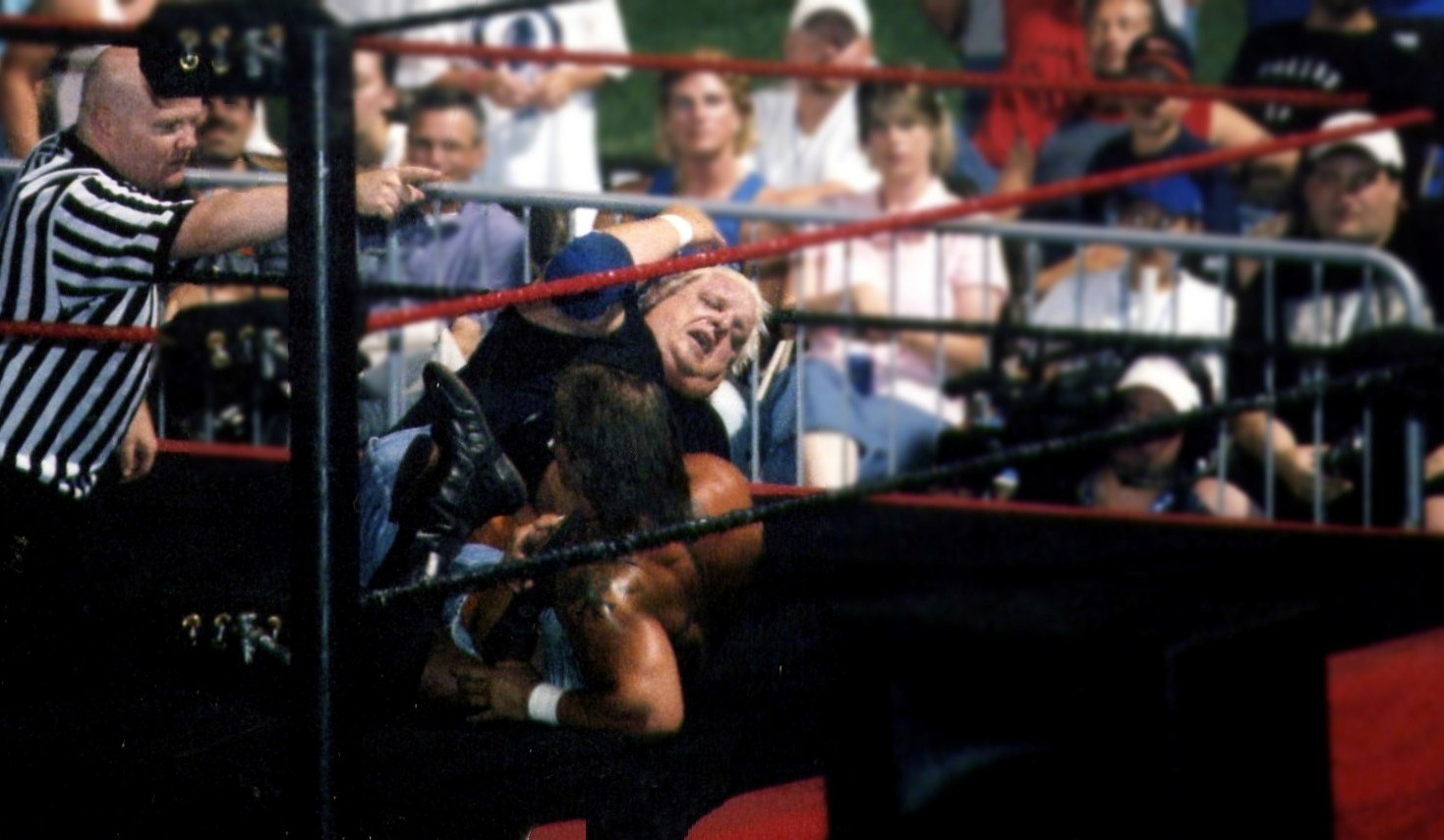
Rhodes vs. Kid Kash.

- Finisher y movimientos de firma
  - Bionic Elbow
  - Piledriver
  - Running Elbow Drop
  - Bulldog
  - Diving crossbody
  - Figure Four Leglock
  - Sleeper Hold

- Apodos
  - "The American Dream"
  - "Dirty" Dusty Rhodes
  - Midnight Rider
  - "The Bull of the Woods"

## Campeonatos y logros
- Central States Wrestling

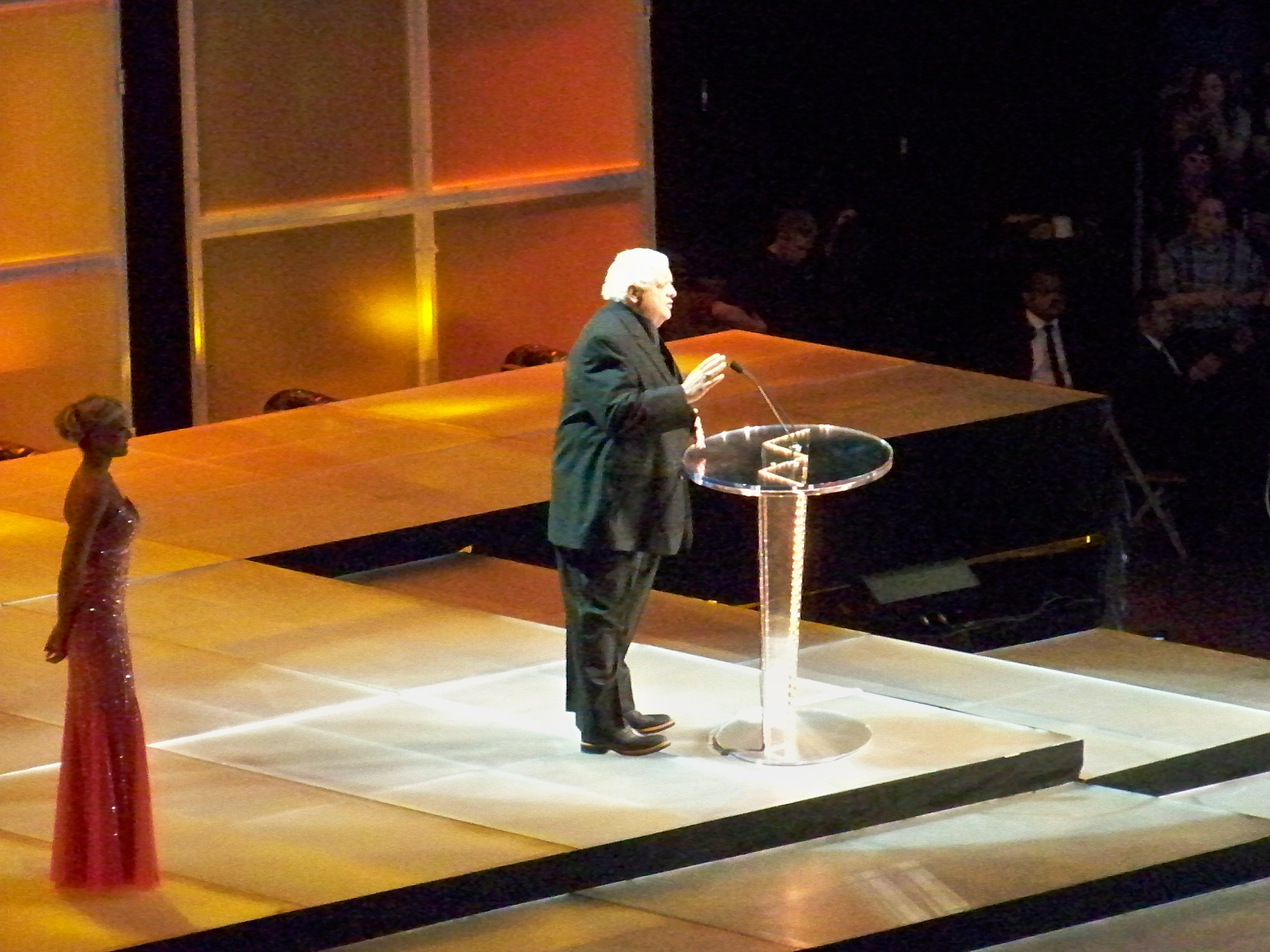
Rhodes en la Ceremonia del Salón de la Fama de 2009.

  - NWA Central States Heavyweight Championship (1 vez)
  - NWA North American Tag Team Championship (Central States version) (una vez) - con Dick Murdoch

- Championship Wrestling from Florida
  - NWA Florida Bahamian Championship] (una vez)
  - NWA Florida Brass Knuckles Championship (dos veces)
  - NWA Florida Global Tag Team Championship (una vez) - con Magnum T.A.
  - NWA Florida Heavyweight Championship (diez veces)
  - NWA Florida Southern Heavyweight Championship (siete veces)
  - NWA Florida Tag Team Championship (cuatro veces)
  - NWA Florida Television Championship (dos veces)
  - NWA Florida United States Tag Team Championship (dos veces) - con Bugsy McGraw (una) y Blackjack Mulligan (otra)
  - NWA World Heavyweight Championship (una vez)

- Georgia Championship Wrestling
  - NWA Georgia Heavyweight Championship (una vez)
  - NWA National Heavyweight Championship (una vez)
  - NWA World Heavyweight Championship (una vez)

- International Wrestling Alliance (Australia)
  - IWA World Tag Team Championship (una vez) - con Dick Murdoch

- World Championship Wrestling
  - NWA World Television Championship (una vez)
  - NWA United States Championship (una vez)
  - NWA World Heavyweight Championship (una vez)
  - NWA World Six-Man Tag Team Championship (dos veces) - con The Road Warriors
  - WCW World Tag Team Championship (dos veces)
  - WCW World Television Championship (2 veces)
  - Jim Crockett Sr. Memorial Cup (1987)
  - Bunkhouse Stampede (1985)
  - Bunkhouse Stampede (1986)
  - Bunkhouse Stampede (1987)
  - Bunkhouse Stampede {1988)
  - WCW Hall of Famer (1995)

- World Class Championship Wrestling
  - WCWA World Tag Team Championship (dos veces) - con Baron Von Raschke (una) y Dick Murdoch (otra)
  - NWA Texas Brass Knuckles Championship (dos veces)

- National Wrestling Alliance
  - NWA World Tag Team Championship (una vez) - con Dick Murdoch
  - NWA Hall of Fame (Clase del 2011)[9]

- National Wrestling Alliance
  - NWA Mid-Atlantic Tag Team Championship (una vez) - con Buff Bagwell

- National Wrestling Alliance|NWA Mid-Pacific Promotions
  - NWA Hawaii United States Championship (una vez)

- National Wrestling Alliance
  - NWA United States Heavyweight Championship (una vez)

- Universal Wrestling Federation
  - Mid-South North American Championship (una vez)
  - NWA United States Tag Team Championship (una vez) - con André the Giant

- National Wrestling Federation
  - NWF World Tag Team Championship (una vez) - con Dick Murdoch

- World Wrestling Entertainment

- WWE Hall of Famer (2007)

- Pro Wrestling Illustrated
  - Luchador del año (1977)[10]
  - Luchador del año (1978)[11]